# Simon Humpeller

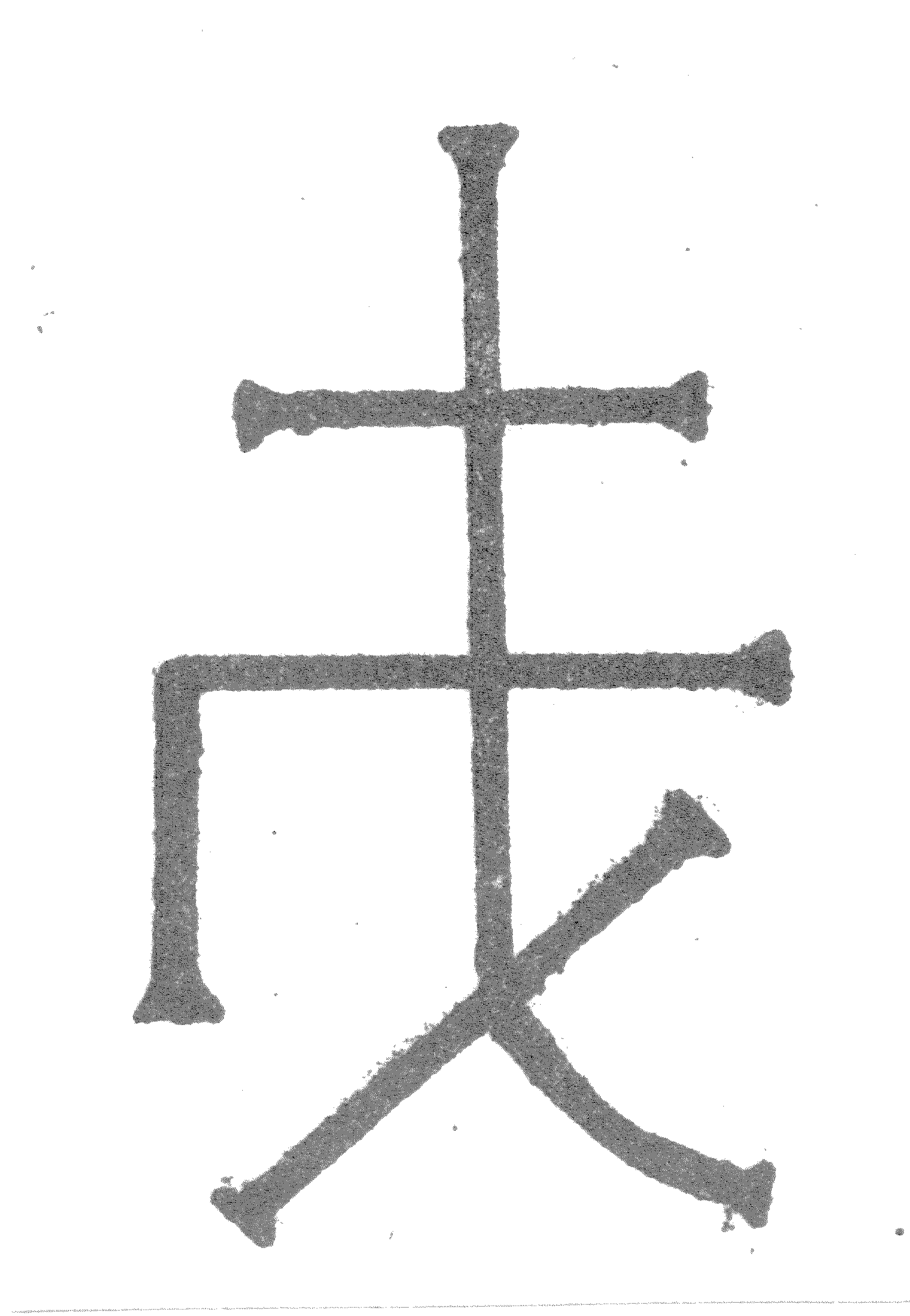
Steinmetzzeichen Simon Humpeller

Simon Humpeller (* in Rottweil, Baden-Württemberg; † vor dem 10. Januar 1642, der Testamentsveröffentlichung, in Wien) war kaiserlicher Hofsteinmetzmeister, Bildhauer und Dombaumeister im Stephansdom.

## Leben
Im Dezember 1614 erhielt Simon Humpeller das Bürgerrecht in Wien. Durch seine Steuerzahlungen war er bis 1619 als Mieter einzustufen, in der Folgezeit bezog er zusätzliche Einkünfte durch Hausbesitz. Im Kärntnerviertel wird Simon Humpeller als Hauseigentümer geführt. Durch seine Frau Anna, geb. Krueg, wurde er vorerst Mitteilhaber am „großen Stock“, des Hauses Schulhof 6 (alt Nr. 413 ident mit Parisergasse Nr. 2). Nach ihrem Ableben erbte er das Haus Krugerstraße 8 (alt Nr. 1014), von ihm kam es an seine zweite Frau Agnes, nachher verehelichte Khott. Ein zweites Haus kaufte Humpeller am Neuen Markt 16 (alt Nr. 1085 ident mit Seilergasse 15).
Seine Einnahmequellen waren sein Steinmetzhandwerk und die Bildhauerei, die vermieteten Wohn- und Geschäftsräume, der in seinen Häusern wohnhaften Mieter und der Ertrag seiner Weingärten. Somit erreichte er einen beträchtlichen Wohlstand.

## Dombaumeister in Wien 1624–1641
In der Handwerksordnung des Maurer- und Steinmetzhandwerkes in Wien vom 10. Juli 1624 als Dombaumeister genannt. Darin wurden die zahlreichen schweizerisch-italienischen Meister mit keinem Wort erwähnt. Die Wiener Haupthütte behandelte diese nach wie vor als Störer und die städtischen Behörden standen auf Seite der Haupthütte.
Im Dezember 1624 ging ein Majestätsgesuch mit der einfachen Anredeformel „Kayser“ an die kaiserliche Kanzlei, dessen Absender die ansässigen „gesambten meister des maurer- und steinmetzen handwerks wälscher nation“ aus den vier Vierteln Niederösterreichs, letztlich auch die Bruderschaft im kaiserlichen Steinbruch, waren. Sie traten wegen einer eigenen Handwerksordnung an den Kaiser heran. Es zeigte sich eine unmissverständlich ablehnende Haltung gegen die Italiener und Humpeller unterschrieb als deutscher Meister.
Kardinal Melchior Khlesl, Bischof von Wien, einst ein Student im Jesuitenkonvikt St. Barbara in Breslau, hatte die Gegenreformation so betrieben, dass Wien wieder eine rein katholische Stadt geworden war.

### Kurfürst Maximilian von Bayern in Wien
Bei der Ankunft des Kurfürsten Maximilian von Bayern im Jahre 1635 wählte der Dombaumeister eine äußerst halsbrecherische Art der Begrüßung, die er auch selbst durchführte. Er kletterte auf die Turmkugel des Stephansturmes und schwenkte darauf stehend eine Fahne.
Die Ursache war: Der Fürst heiratete am 15. Juli 1635 in Wien die Erzherzogin Maria Anna von Österreich (1610–1665), Tochter von Kaiser Ferdinand II. und seiner Gattin Maria Anna von Bayern. Kaiser und Kurfürst waren Vettern, beide hatten ihre Grundausbildung im Jesuitenkolleg Ingolstadt erhalten, beide waren sich einig im Kampf gegen die Protestanten.

### Gebäudeschäden an der Schatzkammer

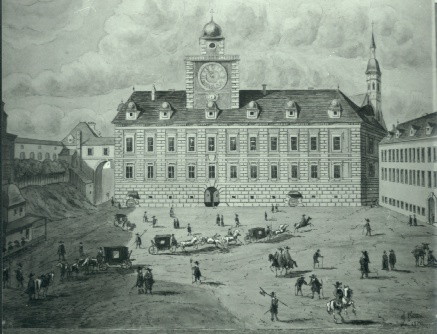
Innerer Burgplatz, 1652

Im Sommer des Jahres 1640 stellten sich notwendige Erneuerungsarbeiten in Räumlichkeiten der alten Burg, die sich gegen St. Michael hin erstrecken und in denen sich Teile der geistlichen und weltlichen Schatzkammer befanden. Es wurde eine Gewölbesenkung festgestellt.
Der kaiserliche Schatzmeister Matthias von Pallinger wurde beauftragt mit den Sachverständigen Giovanni Battista Carlone, dem Hofmaurermeister Pietro Spazzio und Simon Humpeller, dem Baumeister von St. Stephan, die Lage einzuschätzen. Alle waren einig, dass man der Schatzkammer zunächst durch „starke hilzeme Spreizen eine Zeitlang vnd biß man andere remedirungen vornimbt, zu Hilf zu khomben“ habe. Man erkannte es auch als nötig, die Fundamente teilweise zu erneuern und den Feuer und Einbruch begünstigenden Rauchfang zwischen der „spanischen Küche“ und der Schatzkammer zu entfernen. Der Steinmetz war damals auch für Rauchfänge zuständig.

### Neuer Hochaltar zu St. Stephan
Als Zeuge unterzeichnete er am 1. März 1641 einen bedeutsamen Vertrag zwischen dem Bischof von Wien, Philipp Friedrich von Breuner und dem Steinmetz und Bildhauer Johann Jacob Pock, die Aufrichtung eines neuen Hochaltares zu St. Stephan betreffend. Das war eine seiner letzten offiziellen Tätigkeiten.

## Testament des Simon Humpeller
Am 4. Oktober 1641 formulierte der Dombaumeister seinen Letzten Willen. Eine Passage daraus ist interessant. .. dem maister Hannßen Herstorfer, bürger und stainmetzen, übergebe ich .. wenn die eingesetzte universal erbin Agnes Humpellerin, nicht mehr zum handwerch heirathen würde, all mein hinterlassenes Werkzeug ganz völlig .. da aber mein hausfrau beim handwerch verbleiben täte, sie dessen selbst bedürftig.

## Archivalien
- Wiener Stadt- und Landesarchiv: Steuerakten, Steinmetzakten, Ereignisprotokolle.